# Châteauneuf-sur-Cher
Châteauneuf-sur-Cher és un municipi francès, situat al departament de Cher i a la regió del Centre - Vall del Loira.